# Таран, Сергей Николаевич
Серге́й Никола́евич Тара́н (укр. Сергій Миколайович Таран; род. 21 мая 1973, Кировоград) — советский и украинский футболист, выступавший на позициях полузащитника и нападающего

## Биография
Начал заниматься футболом в родном Кировограде, первый тренер — Николай Беглецов. Затем продолжил обучение в школе-интернате спортивного профиля в Днепропетровске, под руководством Сергея Собецкого. Во взрослом футболе дебютировал в 1990 году, в составе кировоградской «Звезды», выступавшей во второй союзной лиге. В 1991 году был призван в армию, во время службы выступал за калининградскую «Балтику», в которой встретил распад СССР. После демобилизации вернулся в Кировоград, где в составе «Звезды» стал бронзовым призёром второй, а позже — победителем первой лиги чемпионата Украины. Тем не менее, после триумфа в первом дивизионе покинул команду перейдя в хмельницкий «Темп-АДВИС», а в 1996 году — в северодонецкий «Химик». Позднее, в том же году подписал контракт с луганской «Зарёй», бывшей в то время одним из аутсайдеров первой лиги, где провёл полтора года. После ухода из «Зари» некоторое время выступал в любительских соревнованиях, в том числе за бугульминский «Нефтяник» и кировоградскую «Артемиду». В 2004 году снова стал игроком родной «Звезды», из-за финансовых проблем вылетевшей во вторую лигу Украины, в составе которой в том же году и провёл последнюю игру на профессиональном уровне.

### После карьеры
Завершив выступления, в 2005 году стал тренером в кировоградской ДЮСШ-2, где проработал до 2009 года. В 2006 году стал тренером в команде «Икар-ГЛАУ», представлявшей кировоградскую лётную академию. Некоторое время совмещал тренерскую работу с выступлениями за команду в любительских турнирах. В 2008 году закончил факультет физвоспитания Кировоградского педагогического университета им. Винниченко. В 2012 году был приглашён на работу в академию «Звезды». В июне 2015 года стал помощником тренера в штабе Сергея Лавриненко, возглавлявшего кировоградскую команду. На тренерском посту вместе с командой стал победителем первой лиги чемпионата Украины, однако, вскоре после выхода в Премьер-лигу покинул команду вместе с Лавриненко. Затем продолжил сотрудничество с Лавриненко, уже в штабе петровского «Ингульца», в котором помог команде стать бронзовым призёром первой лиги в 2019 году

## Достижения

### Как игрока
- Победитель второй лиги ПФЛ России: 1992 (4-я зона)
- Бронзовый призёр Второй лиги чемпионата Украины: 1993/94
- Победитель Первой лиги чемпионата Украины: 1994/95

### Как помощника главного тренера
- Победитель Первой лиги Украины: 2015/16
- Финалист Кубка Украины: 2018/19
- Бронзовый призёр Первой лиги Украины: 2018/19